# Aeropuerto de Bilwi
Aeropuerto de Bilwi ligger norr om Bilwi, i nordöstra Nicaragua, 1,5 kilometer från centrum. Landningsbanan av betong är 2,500 meter lång. Flygplatsen ägs av staten och har reguljär trafik till och från Managua med en flygtid på en timme och 15 minuter.